# Performance sportive
 (septembre 2023).
La performance sportive peut s’exprimer sous forme d’un classement, d’une distance, d’un temps ou d’un résultat, le plus souvent lors de compétition. Elle est le résultat d’un entraînement complexe. Tous les facteurs déterminants de la performance doivent être connus et intégrés dans le processus d’entraînement pour que la performance soit maximale. Vladimir Nikolaevich Platonov déclare que « la performance sportive exprime les possibilités maximales d'un individu dans une discipline à un moment donné de son développement. » et Weineck ajoute :« La capacité de performance sportive représente le degré d'amélioration possible d'une certaine activité motrice sportive et, s'inscrivant dans un cadre complexe, elle est conditionnée par une pluralité de facteurs spécifiques. ».

## Catégories
On peut regrouper les facteurs qui influencent la performance en plusieurs catégories :
- les facteurs relatifs à la technique
- les facteurs relatifs à la condition physique
  - L'explosivité
  - la force
  - la vitesse
  - l’endurance
  - la souplesse
- les capacités psychiques
- les capacités sociales
- les capacités tactiques et cognitives
- les facteurs constitutionnels et médicaux

### L’endurance
L’endurance joue un rôle important dans la plupart des sports. On la définit généralement comme la capacité à maintenir un effort malgré la fatigue. Il existe différent types d’endurance :
Endurance de courte durée (de 45 secondes à 2 minutes), la production d’énergie est essentiellement assurée par la filière anaérobie.
Endurance de moyenne durée (de 2 à 8 minutes), la filière aérobie participe davantage à la production d’énergie.
Endurance de longue durée (efforts supérieurs à 8 minutes) la production d’énergie est presque exclusivement assurée par l’aérobie.

### L’explosivité
Capacité de produire un effort sur un temps très bref.
Assurée par la filière anaérobie alactique (de 0 à 15 secondes)

### La force
La force est la faculté de vaincre ou de supporter une résistance extérieure grâce à des tensions musculaires. Il existe plusieurs régimes :
- Régime statique ou isométrique : sans modification de la longueur du muscle
- Régime dynamique concentrique : raccourcissement du muscle
- Régime dynamique excentrique : allongement du muscle

La force est directement proportionnelle au nombre de pont actine/myosine. Son niveau dépend de la façon dont les unités motrices (UM) sont mises en jeu.
Force développée est proportionnelle au nombre de fibres recrutées, l’entraînement améliore le recrutement. La fréquence des impulsions nerveuses joue sur la force, elle passe de 5 à 6 potentiels d’action par seconde au repos à 50 à 60 à l’effort maximal.
Lors des exercices de faibles intensités, le recrutement est anarchique. Quand l’intensité augmente, le recrutement des UM s’organise de + en + pour tendre vers une synchronisation maximale ou coordination intramusculaire.

### La vitesse
Mécaniquement, la vitesse est égale au rapport d’une distance sur un temps. Dans la performance sportive, la vitesse est une qualité majeure.
On distingue 3 composantes de la vitesse :
- Temps de latence de la réaction motrice
- Vitesse du mouvement unique
- Fréquence du mouvement

La vitesse du mouvement dépend du degré de coordination général et spécifique de l’athlète

## Évolution
L'histoire et l'évolution des performances sportives explique les changements exprimés dans le domaine sportif, qui ont permis une amélioration progressive des records et des performances sportives de haut niveau, à l'époque moderne.

### Évolution des records sportifs mondiaux

Évolution du record du monde du 100 mètres masculin

L'étude des records du monde aux épreuves olympiques quantifiables montre une progression de la performance humaine. Cette progression est caractérisée par une diminution continue des records des épreuves chronométrées et une augmentation continue pour les autres épreuves (saut et lancer par exemple). Des essais de modélisation ont eu lieu sur des épreuves issues des principales disciplines olympiques. Ils suggèrent l'universalité du profil que suivent les courbes de progression, quels que soient les muscles sollicités, le métabolisme impliqué, la durée de l'effort nécessaire, le sexe des athlètes ou bien encore le caractère individuel ou collectif des épreuves. Ces modèles étaient au départ linéaires avec une amélioration à un rythme constant des performances. Dans les faits, deux phases majeures de déclin du rythme de progression des records sont apparues : en 1913 et 1938. Le caractère linéaire a depuis été remis en cause avec le recul, en raison de l'existence de limites probables à la progression des records mondiaux et dans les faits une pente de progression qui décélère depuis 1990. Un modèle exponentiel décroissant en série, plus en accord avec la réalité, prédit d'ailleurs la présence d'asymptotes, qui donnent des estimations sur la valeur limite que l'on peut attendre pour un record donné et l'année où cette valeur sera sans doute atteinte. Par exemple en 2027, la moitié des records mondiaux auront atteint 99,95 % de leur valeur limite supposée, toujours selon ce modèle.

### Facteurs d'influence

#### Facteurs politiques et économiques
Les deux guerres mondiales ont entrainé un ralentissement dans l'amélioration des records mondiaux, et ce de manière plus importante pour la Seconde Guerre mondiale (ralentissement de 1938) que pour la Première (ralentissement de 1913). Les circonstances historiques sont le facteur ayant eu par le passé l'impact le plus important, avec des disparités régionales. L'Europe est la première région sportive avant la Seconde Guerre mondiale, mais elle doit ensuite reconstruire son territoire et son économie, ce qui entraîne un ralentissement de ses proportions annuelles cumulées de records. L'Europe de l'ouest cède alors sa place aux USA et à l'URSS tout en restant bien classée. L'économie américaine est stimulée par la Seconde Guerre mondiale puis la guerre froide, et les performances américaines en sport augmentent plus que pour les autres zones, avec un maximum dans les années 70. Pour la Russie puis l'URSS, le rythme est très dépendant des investissements industriels et de la force de l'affrontement avec les États-Unis, tout en restant inférieur à celui de ces derniers. La guerre froide est ainsi une période particulièrement propice, la compétition sportive étant une forme de l'affrontement idéologique entre les deux blocs. Le nombre de records battus lors des derniers JO les opposant, ceux de Séoul en 1988, est alors particulièrement élevé. La Chine quant à elle augmente fortement sa pente de progression grâce à une politique de réforme du système sportif et des investissements à partir de 1986, sans compter le recrutement d’entraîneurs étrangers et l'organisation des Jeux olympiques de 2008. Les performances de l'Océanie sont améliorées lors des JO de Melbourne puis de Sydney (2000), tandis que celles de l'Afrique sont portées par quelques disciplines, dont la course. Les enjeux politique, économique ou de développement ont donc influencé l'évolution des performances sportives, que ce soit au niveau mondial ou plus local.

#### Facteurs humains et technologiques
Le dopage d'État des athlètes soviétiques, de RDA et de Roumanie durant la guerre froide a été reconnu depuis. Il a conduit à l'obtention de performances atypiques en nombre. Un autre élément important à ce niveau est l'évolution de la lutte antidopage, dont le renforcement a pu affecter ponctuellement la tendance pour certains sports. Ce facteur pourrait également déplacer la limite supposée de certains records mondiaux, vu qu'en cas de renforcement des contrôles il sera encore plus difficile de faire mieux. De manière plus générale, les évolutions de règlement, comme la modification des catégories de poids par exemple, ont pu avoir un impact mais sans affecter la tendance globale. Néanmoins, certaines évolutions dans des sports en particulier ont pu affecter la tendance globale. Ainsi en 1999 il y a une légère augmentation dans la progression des performances sportives, qui serait dû aux records en haltérophilie féminine (discipline récente) et à l'utilisation de combinaisons améliorées en natation. 